# Geschichte der Juden in Litauen

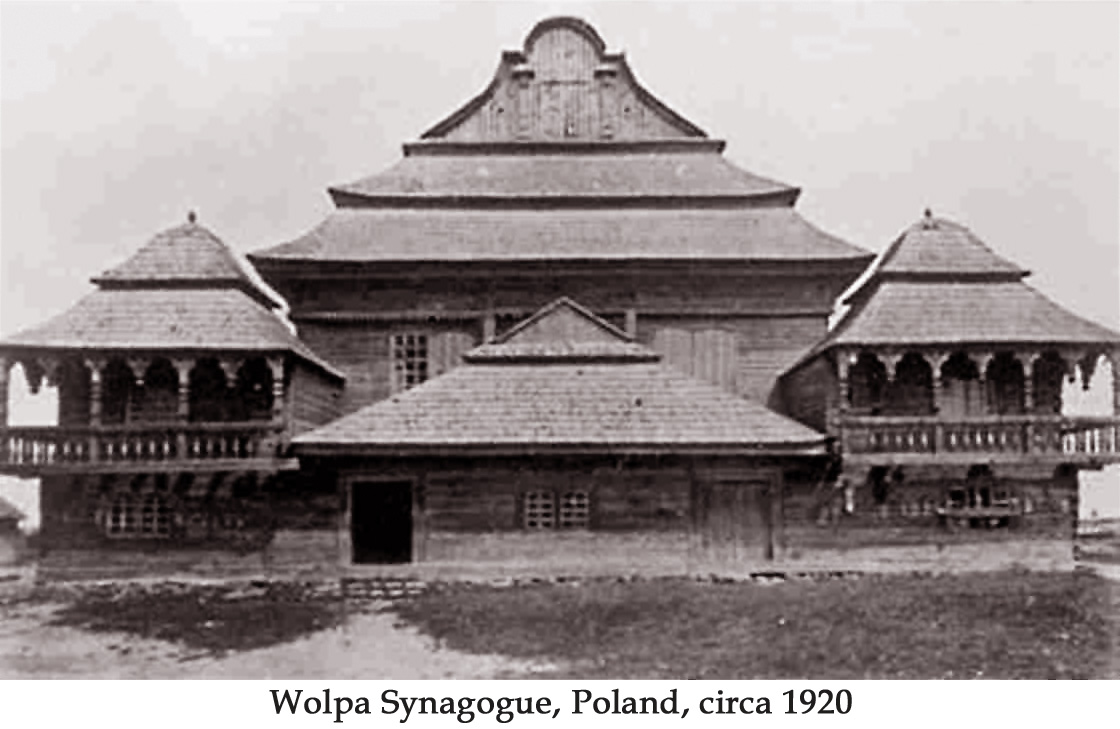
Die hölzerne Synagoge in Wolpa bei Grodno; erbaut 1643, niedergebrannt 1942

Die Geschichte der Juden in Litauen geht bis ins frühe Mittelalter zurück. Litauen wird im Folgenden nicht als politisches Territorium, sondern als Kulturraum verstanden. Die ersten Juden waren wahrscheinlich von Südosten ins Gebiet des späteren Großfürstentums Litauen eingewandert. In bedeutend größerer Zahl wanderten aschkenasische Juden ab Ende des 11. Jahrhunderts infolge der Judenverfolgungen während der Zeit der Kreuzzüge und der großen Pest sowie zahlreicher lokaler Massaker und Vertreibungen aus deutschsprachigen Gebieten ostwärts zuerst in die slawischen und dann auch in die baltischen Länder ein. Die zumeist religiös toleranten polnischen und litauischen Herrscher förderten die Ansiedlung jüdischer Einwanderer, deren Kenntnisse und Kontakte für die wirtschaftliche Entwicklung ihrer Länder von großem Nutzen waren. Nicht nur im Königreich Polen, sondern auch im aus der Personalunion von Litauen und Polen als Teil der Realunion verbleibenden Großfürstentum Litauen, das mit dem in der jüdischen Kulturgeschichte als „Litauen“ (hebräisch „Lita“ oder „Lito“, jiddisch „Lite“) bezeichneten Gebiet weitgehend übereinstimmt, wuchs die Zahl der jüdischen Bevölkerung und der jüdischen Gemeinden, denen eine weitgehende Autonomie in inneren Angelegenheiten zugestanden wurde. Im 17. und 18. Jahrhundert entwickelte sich das Großfürstentum Litauen allmählich zu einem der Zentren des Ostjudentums mit Wilna, das als „Jerusalem Litauens“ oder „Jerusalem des Nordens“ bezeichnet wurde, als seinem Mittelpunkt und bildete die Grundlage dessen, was sich im 19. Jahrhundert bis zum Zweiten Weltkrieg zu einer typisch litauisch-jüdischen Kultur und Gelehrsamkeit entfaltete.
Vor der deutschen Besatzung während des Zweiten Weltkrieges lebten mehr als eine Million Juden auf dem Gebiet des historischen Litauens, verteilt auf sechs Staaten: Lettische SSR: 94.000, Litauische SSR: 147.000, Polen: 505.000, Russische SFSR: 4000, Weißrussische Sozialistische Sowjetrepublik: 375.000, Ukrainische SSR: 32.000. Mehr als 90 % von ihnen wurden während der deutschen Besatzung von Deutschen und ihren lokalen Helfern ermordet.

## Älteste Spuren um 1000
Bis in die moderne Literatur verweisen Historiker auf eine Bemerkung des Missionars und Bischofs Adalbert von Prag über jüdische Sklavenhändler angeblich bei den Liutizi für das Jahr 997, doch bezieht sich die fragliche Stelle eindeutig auf Böhmen. In Eishyshok, litauisch Eišiškės, einer kleinen Stadt südlich von Wilna, wurden jüdische Grabsteine gefunden, die bis ins späte 11. Jahrhundert zurückgehen. Der Historiker Abraham Harkavy vertrat die Auffassung, dass Juden, möglicherweise Karäer, aus Babylonien und anderen Gebieten des Vorderen Orients im 9. und 10. Jahrhundert nach Litauen eingewandert sind. Sowohl Harkavy als auch andere Historiker halten es für wahrscheinlich, dass sich Juden aus dem Chasarenreich nach dessen Untergang ab dem 10. Jahrhundert in den befestigten Städten Litauens als internationale Händler niederließen, insbesondere in Grodno, Kowno, Minsk und Pinsk. Sie standen als servi camerae regis unter dem Schutz der Fürsten. Simon Dubnow und mit ihm die Mehrzahl der Historiker gehen davon aus, dass Juden erstmals infolge des ersten Kreuzzuges Ende des 11. Jahrhunderts aus deutschsprachigen Gebieten nach Litauen eingewandert sind. Auf Dauer sesshaft wurden Juden im Großfürstentum Litauen jedoch wahrscheinlich erst in der zweiten Hälfte des 14. Jahrhunderts.

## Großfürstentum Litauen

### Aufstieg zur Großmacht

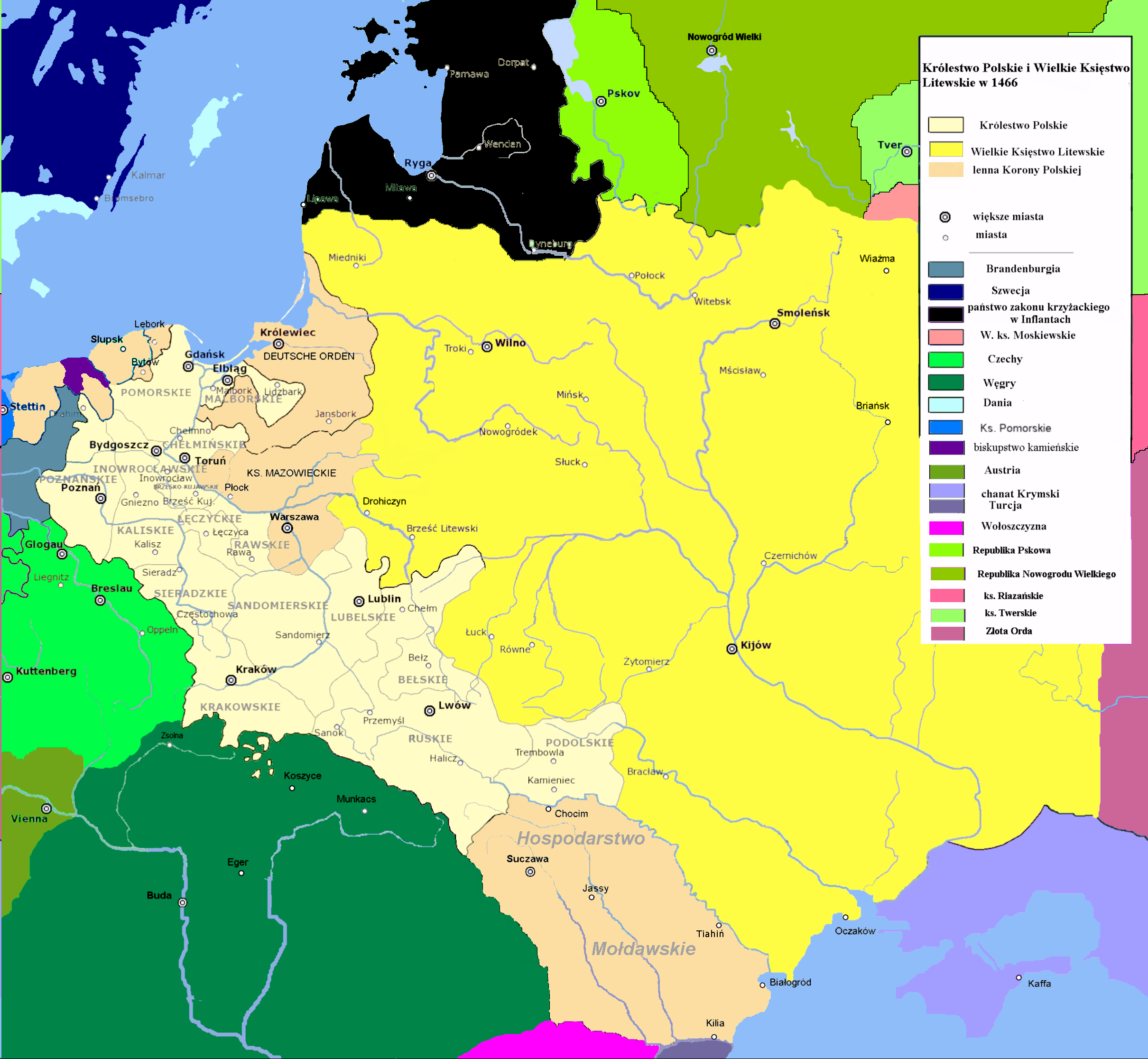
Großfürstentum Litauen und Königreich Polen, 15. J.h.
Gelb: Großfürstentum Litauen

Der Legende nach soll bereits Großfürst Gediminas den Juden Litauens kurz nach 1320, zur Zeit der Gründung der Stadt Wilna, ein Privileg erteilt haben. Die ältesten belegten Privilegien sind die des Großfürsten Vytautas von 1388 für die Juden von Brest-Litowsk und Trakai, der vormaligen Hauptstadt Litauens, die sich an ältere polnische Vorbilder halten. Im Jahr danach erteilte Vytautas den Juden von Grodno ein außergewöhnlich umfassendes Privileg, das Eigentum, Freizügigkeit und freie Religionsausübung garantierte. Aus dem Privileg geht hervor, dass die Juden seit längerem in der Stadt gelebt hatten, Land besaßen und in zahlreichen Wirtschaftszweigen tätig waren, dass sie als Handwerker und Händler die gleichen Rechte wie die Christen hatten und eine Synagoge und einen eigenen Friedhof besaßen. Die Juden bildeten im Großfürstentum Litauen, im Unterschied zu Polen, demnach bereits zu diesem Zeitpunkt einen „dritten Stand“, der wirtschaftlich den christlichen Städtebewohnern gleichgestellt war. Unter Großfürst Vytautas wurden auch 480 von der Halbinsel Krim stammende Karäerfamilen in Trakai und Panevėžys angesiedelt, die jedoch von den übrigen Juden, deren Zahl auf 6000 geschätzt wird, weitgehend isoliert lebten.
Im 14. und 15. Jahrhundert wuchsen Wohlstand und Einfluss der jüdischen Gemeinden. Es entstand eine wohlhabende russifizierte jüdische Schicht von Händlern, Großgrundbesitzern und Steuereintreibern, die Mehrheit der Juden lebte dagegen in ärmlichen Verhältnissen. 1495 wurden die Juden von Großfürst Alexander aus Litauen ausgewiesen. Die litauischen Juden ließen sich im benachbarten Polen nieder. Nachdem Alexander nach dem Tod seines Bruders die polnische Krone geerbt hatte, durften sie 1503 nach Litauen zurückkehren. Auch die Haltung seiner Nachfolger Sigismund I. und Sigismund II. August gegenüber den Juden war oft widersprüchlich. Im Jahr 1528 wurde den Juden, auf Drängen der städtischen Burger, die Niederlassung und der Handel in Wilna und danach auch in Kaunas von Großfürst Sigismund verboten, der aber gleichzeitig Juden als Steuereinnehmer für beide Städte ernannte und die Privilegien der Juden im Statut von 1529 bestätigte. Im Statut von 1566 wurde Jüdinnen und Juden jedoch das Tragen einer gelben Kopfbedeckung zur Unterscheidung von der christlichen Bevölkerung vorgeschrieben.

### Adelsrepublik der polnischen Krone und des Großfürstentums Litauen

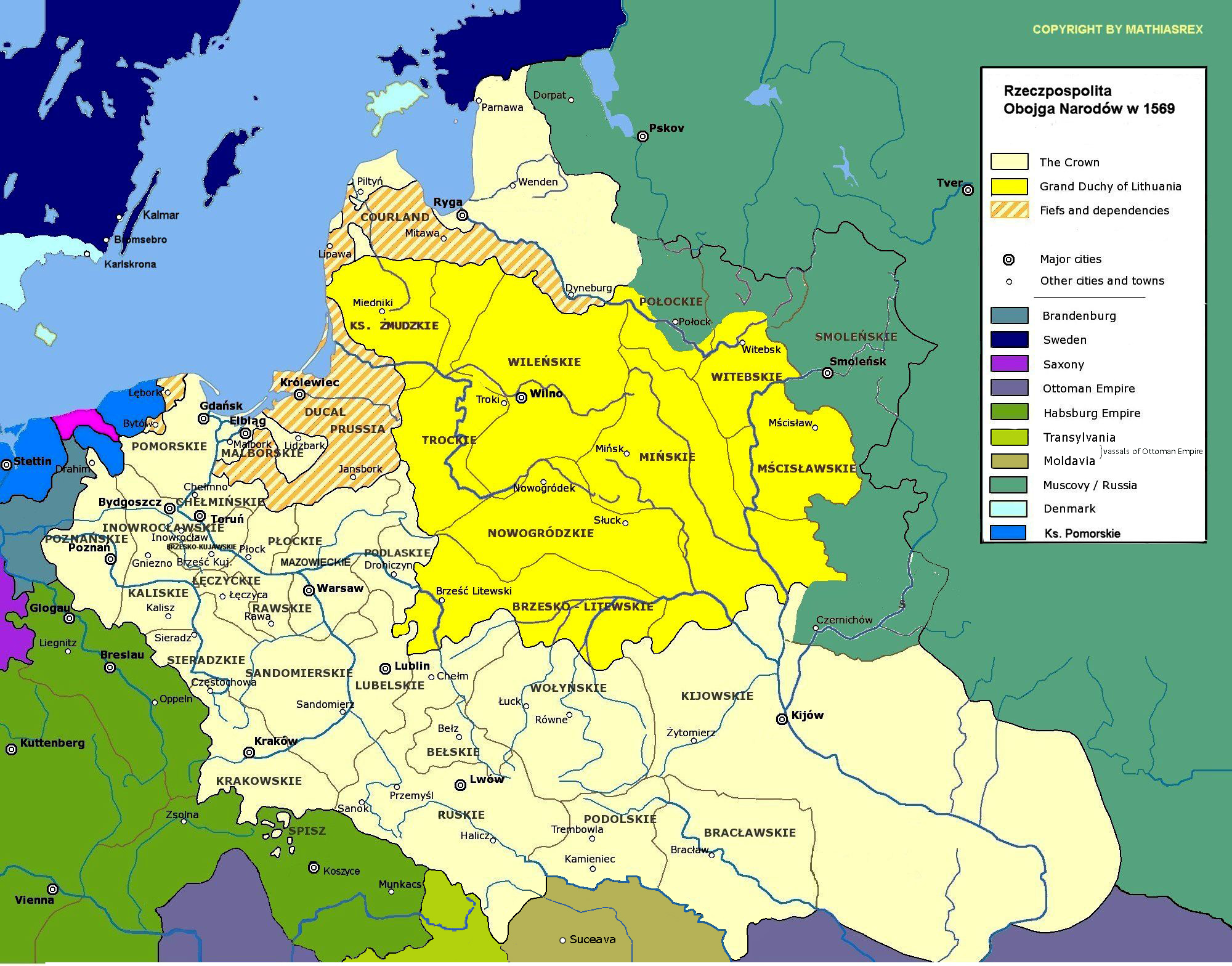
Adelsrepublik der polnischen Krone und des Großfürstentums Litauen.
Gelb: Großfürstentum Litauen

Durch die von Sigismund II. August geschaffene Lubliner Union vom 12. August 1569 wurde die im 14. Jahrhundert entstandene Personalunion von Litauen und Polen in eine Realunion umgewandelt. Wolhynien, Podolien und die Ukraine wurden von Litauen abgetrennt und wurden polnisch. Das als Großfürstentum Litauen als Teil der Union verbleibende Gebiet, in dem damals 10.000 bis 25.000 Juden gelebt haben dürften, stimmt mit dem in der jüdische Kulturgeschichte als „Litauen“ bezeichneten Gebiet weitgehend überein.

#### Lite
Es wird jiddisch Lite (ליטא, auch ליטע oder ליטה), hebräisch Lita, in der aschkenasischen Aussprache Lito, genannt und umfasst das heutige Litauen, Lettland, Belarus, Teile des Nordosten Polens, die nördliche und östliche Ukraine und reicht bis nach Russland hinein. Der älteste Beleg für die Bezeichnung Lite findet sich in den Responsen von Israel Isserlein aus Regensburg aus dem 15. Jahrhundert, der Name dürfte jedoch einiges älter sein. Der westliche Teil Litauens wird jiddisch häufig Samet (זאַמעט) (Žemaitija), der östliche Reisen (רייסן) (Reussen) genannt. Die förmliche jüdische Bezeichnung für das Großfürstentum Litauen lautete dagegen hebräisch medinas Lito (מְדִינַת לִיטָא) (Staat Litauen) oder häufiger medinois Lito (Staaten Litauens).

#### Litwak
Die jiddische Bezeichnung für einen Juden aus Litauen ist Litwak (ליטוואק) (Plural: Litwakes), weiblich Litwitschke (Plural Litwitschkes). Der Ausdruck – ursprünglich pejorativ – ist erst im 19. Jahrhundert belegt. Das Adjektiv litwisch bezeichnet insbesondere das litauische Jiddisch, Litwischer, weiblich Litwische (Plural: Litwische), dürfte früher jedoch auch die übliche jiddische Bezeichnung für die litauischen Juden gewesen sein. Nicht-jüdische Litauer werden jiddisch dagegen als Litwiner oder Litwin, weiblich Litwinerin oder Litwinerke bezeichnet.

#### Litwisch

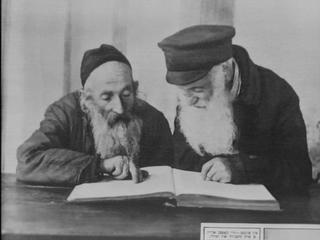
Zwei Juden beim Studium der Mischna in Pinsk. Fotografie von Alter Kacyzne, erschienen am 19. Oktober 1924 im Forverts, New York

Aschkenasische jüdische Gesellschaften waren drei- oder viersprachig. Die Kenntnis der beiden „heiligen Sprachen“ Aramäisch und Hebräisch, in denen der Tanach, der Talmud und die weiteren rabbinischen Schriften sowie die Kabbalah überliefert sind, war Männern vorbehalten. Sie wurden nicht nur gelernt und gelesen und in der Liturgie verwendet, sondern von den jüdischen Gelehrten auch geschrieben. Die allgemeine Umgangssprache der Litwakes war dagegen Jiddisch. Der litwische ostjiddische Dialekt wird in der Sprachwissenschaft als Nordostjiddisch bezeichnet. Er unterscheidet sich sowohl vom polnischen Zentralostjiddisch wie vom ukrainischen Südostjiddisch, die einander näher stehen und als südliches Ostjiddisch zusammengefasst werden. Das Nordostjiddisch hat die Vokalqualitäten der Originalsprachen, hauptsächlich Deutsch und Hebräisch, meist bewahrt, beispielsweise kugel (Sabbatgericht), suchən (suchen), said (Seide) gegenüber südlichem Ostjiddisch kiigel, siichən, saad, kennt aber keine Vokallängen; sun kann sowohl „Sohn“ wie „Sonne“ heißen. Zentraljiddisches oj wojnən (wohnen) und aj wajnən (weinen) fallen zu ej wejnən zusammen; du wejnst kann im Nordostjiddischen sowohl „du wohnst“ als auch „du weinst“ bedeuten. Ein weiteres Merkmal, an dem Litwakes sofort erkannt wurden, ist der Zusammenfall der Sibilanten s und sch zu s, schabəs (Schabbat) wird zu sabəs. In der jiddischen Dialektologie wird diese Eigenheit des litauischen Jiddisch als sabəsdiker losən (sabbatliche, gehobene Sprache) bezeichnet. Das litauische Jiddisch kennt, im Gegensatz zu den anderen ostjiddischen Dialekten, keine sächlichen Substantive und unterscheidet nicht zwischen Dativ und Akkusativ.

#### Die jüdischen Gemeinden
Die jüdischen Gemeinden, hebräisch kehillot (Singular kehillah (קְהִלָּה)), der größeren Städte begannen sich bereits im 14. Jahrhundert zu organisieren. In der zweiten Hälfte des 16. Jahrhunderts gab es im Großfürstentum Litauen fünfzehn kehillot, die ihrerseits kleinere Gemeinden in ihrer Umgebung kontrollierten. Den Gemeinden standen drei bis fünf gewählte Mitglieder vor, die sich jährlich im Amt des Parnas, des Vorstehers, ablösten. Daneben bestand die Gemeindeverwaltung, hebräisch kahal (קָּהָל), aus Richtern, Verwaltern der gemeindeeigenen Institutionen, Aufsehern, Steuereinschätzern und -eintreibern und anderen mehr. Die Gemeinden unterhielten Synagogen, Schulen, wohltätige Einrichtungen, Bäder, Schlachthöfe und Friedhöfe.

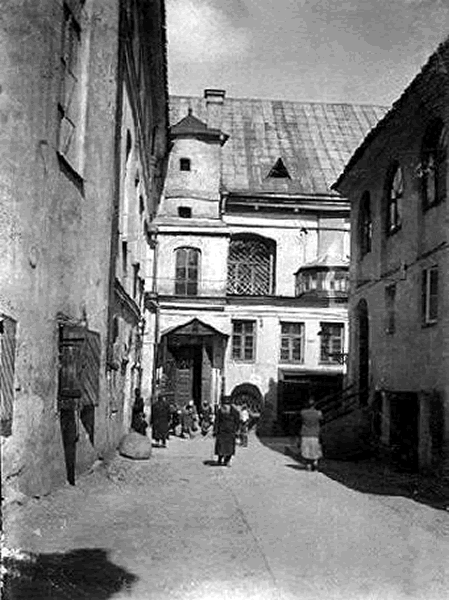
Hof der Großen Synagoge in Wilna, vor 1930

Der Kahal wachte über die Religionsausübung, er war zuständig für alle familienrechtlichen Angelegenheiten. Ihm oblag die Eintreibung der Steuern, mit denen sich die Gemeinden finanzierten. So gingen vier Prozent des Kaufpreises von Grundstücken an die Gemeinde, Fleisch wurde mit zehn bis zwanzig Prozent besteuert, und bei Bedarf wurden weitere Steuern erhoben. Über das System der Chasaka wurde die Gewerbetätigkeit kontrolliert und vor der nichtjüdischen Konkurrenz geschützt. Die Interessen der Gemeinden gegenüber Behörden, Adel und König wurde von Fürsprechern, den von den Gemeinden entlöhnten Schtadlanim, wahrgenommen. Die Rechtsprechung lag in den Händen der Rabbiner, die in der Regel für eine bestimmte Zeitspanne gewählt wurden. In einzelnen Fällen konnte das Amt eines Gemeinderabbiners jedoch auch käuflich erworben werden.

#### Der Rat des Landes
Den Gemeinden übergeordnet war der im 16. Jahrhundert als Vertretung der jüdischen Gemeinden der Adelsrepublik entstandene Rat der Länder, hebräisch Wa'ad ha Aratzot (וַעד הָאֲרָצוֹת). Er hatte sich aus den rabbinischen Gerichten entwickelt, die anlässlich der großen Märkte in Lublin tagten, die von vielen jüdischen Gemeindevorstehern und Händlern besucht wurden. Für Litauen sind bereits ab 1533 gewählte Vertreter belegt, die im Namen aller Juden Litauens auftraten. In den 1560er Jahren wurde das Eintreiben der Steuern zentralisiert. Die Delegierten, je drei Vertreter der Regionen (Länder) Brest-Litowsk mit rund 30 Untergemeinden, Pinsk mit 8 und Grodno mit 7 Untergemeinden und drei Rabbiner versammelten sich alle drei Jahre in Brest-Litowsk. 1623 spalteten sich die drei litauischen Gemeinden vom Rat der Länder ab und gründeten den Rat des Großfürstentums Litauen, hebräisch Wa'ad medinas Lito (וַעד מְדִינַת לִיטָא). Wilna kam als eigene Gemeinde 1687, Slutsk als letzte 1691 hinzu. Der litauische Rat, eine oligarchische Vertretung der jüdischen Gemeinden, an deren Wahl nur eine kleine Minderheit der Juden teilnehmen konnte, war zwar unabhängig, die Vertretung der Juden vor der zentralen Regierung der Adelsrepublik wurde jedoch vom Rat der Länder wahrgenommen. Mit dem eigenen Rat erhielten die jüdischen Gemeinden des Großfürstentums Litauen, neben denjenigen Polens, de facto eine Autonomie, wie sie im damaligen Europa selten anzutreffen war. Der litauische Rat tagte nach der Abspaltung bis zu seiner Auflösung 1764 insgesamt 37 Mal, in den ersten 30 Jahren im Durchschnitt alle zwei Jahre, danach wesentlich seltener. Über die Verhandlungen und Beschlüsse wurde Buch geführt. Die Bücher, hebräisch pinkas, des litauischen Rates sind vollständig erhalten und wurden vom Historiker Simon Dubnow veröffentlicht. Nach außen bestand die Hauptaufgabe des Rats in der Festlegung der Steuern für die einzelnen Gemeinden, für deren Ablieferung er verantwortlich war, nach innen regelte er das zivile, religiöse und wirtschaftliche Leben der Juden Litauens, oft auch mit dem Mittel des Banns, hebräisch Cherem (חֵרֶם), einer Maßnahme, die für die Betroffenen und ihre Familien den sozialen Tod bedeutete. Ebenso oblag es dem Rat, die litauischen Juden vor Angriffen und falschen Anschuldigungen zu schützen und jeden, der einen Juden verletzte oder tötete, vor Gericht zu bringen.

#### Kosakenaufstand unter Chmielnicki und Nordischer Krieg

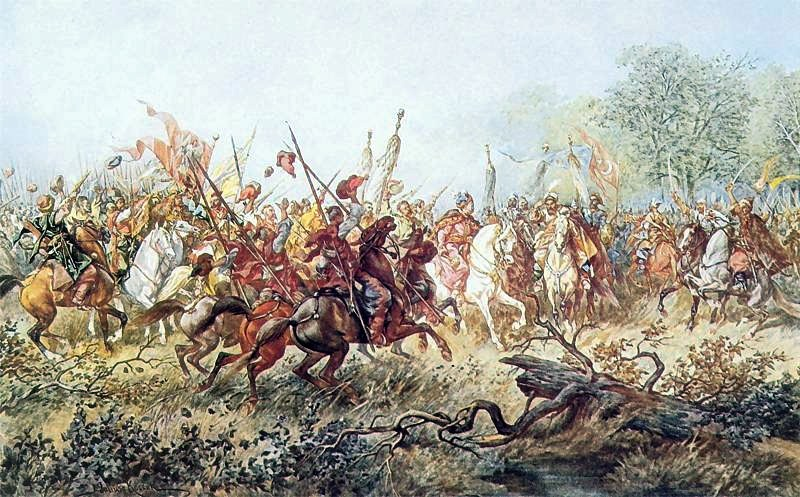
Treffen zwischen Bohdan Chmielnicki und Tuhaj Bej. Aquarell von Juliusz Kossak, 1845

Die Juden Litauens waren vom Aufstand der Kosaken unter Bohdan Chmielnicki von 1648/49 weniger betroffen als die Juden der Ukraine und Polens, wo Tausende von Juden umgebracht und viele von den mit den Kosaken verbündeten Tataren als Sklaven verkauft worden waren. Zahlreiche vom Tod bedrohte Juden flohen nach Litauen. Der litauische Rat verfügte im Jahr 1650 eine dreijährige Trauerzeit, während der das Feiern von Festen eingeschränkt und das Tragen von Schmuck und auffälliger Kleidung untersagt war. Während des ersten Jahres durfte nicht musiziert werden, selbst an Hochzeiten nicht, und der Rat ließ eine Sondersteuer erheben, um der im Judentum wichtigen Verpflichtung nachkommen zu können, die gefangene Juden freizukaufen. Neue halachische Entscheide, die im orthodoxen Judentum teilweise bis heute gelten, wurden für verheiratete Frauen (hebr. agunot) geschaffen, die sich retten konnten, deren Ehemänner jedoch vermisst wurden, auch für die Kinder der von den Kosaken vergewaltigten Frauen musste gesorgt werden.
1655 wurde Litauen von den mit Chmielnicki verbündeten russischen Truppen angegriffen. Wilna wurde weitgehend zerstört, zahlreiche Bewohner fielen Massakern zum Opfer. Der Mehrheit der etwa 3000 Juden der Stadt gelang jedoch die Flucht. Viele von ihnen wanderten nach Westen und ließen sich in Samet nieder oder wanderten weiter nach Kurland und Preußen. In Samet wurden die Juden im Jahr darauf von der von Westen her erfolgten schwedischen Invasion Litauens eingeholt und durch den Ausbruch der Schwarzen Pest dezimiert. Erst nach dem Rückzug der russischen und schwedischen Truppen und dem Frieden mit Russland von 1667 konnte sich die jüdische Bevölkerung des Großfürstentums Litauen erholen. Ihre Zahl stieg bis zum Jahr 1676 auf 32.000 an.

#### Verschuldung der Gemeinden
Als Folge des Chmielnicki-Aufstands und der auf dem Gebiet des Großfürstentums Litauen ausgetragenen Nordischen Kriege waren die Juden und die jüdischen Gemeinden verarmt und mussten Geld aufnehmen. Ihre wichtigsten Geldgeber waren Äbte und Adlige. Im 18. Jahrhundert folgte die Insolvenz der jüdischen Gemeinden. Nach der Auflösung des Rats des Großfürstentums Litauen 1764 wurde eine Kopfsteuer für alle Juden ab dem zweiten Lebensjahr eingeführt. Gemäß der zu diesem Zweck durchgeführten Volkszählung lebten damals 157.649 Juden im Großfürstentum Litauen.

#### Entstehung der jüdischen Kultur
Die frühen jüdischen Gelehrten, die in Litauen gewirkt haben, stammten aus anderen Teilen Europas, später erlangten aus Litauen stammende Gelehrte über Litauen hinaus Bekanntheit und wurden ihrerseits in anderen Teilen Europas tätig. Als erster litauischer jüdischer Gelehrte mit überregionaler Bedeutung gilt der 1449 vermutlich im litauischen Šeduva geborene Moses ben Jakob von Kiev, auch als Moses ha-Golah, Moses der Exilierte, bekannt, der sich nach zahlreichen Wanderungen auf der Krim niederließ, wo er ums Jahr 1520 starb. Salomon ben Jechiel Luria, geboren vermutlich 1510 in Brest-Litowsk, Maharschal oder Raschal genannt, war einer der frühen litauisch-jüdischen rabbinischen Autoritäten, hebräisch posek (פּוֹסֵק). Luria, der seine eigene Methode der Gesetzesinterpretation entwickelte und in seiner 1567 in Lublin gegründeten Jeschiwa lehrte, vertrat in seinen Talmudkommentaren und Responsen, die Aufschluss über die jüdische Kultur in Litauen und Polen des 16. Jahrhunderts geben, eine betont aschkenasische Haltung. Joschua Hoeschel ben Josef, 1578 in Wilna geboren, war als Rabbiner in mehreren Städten in Litauen und Polen tätig, bevor er Vorsteher der Jeschiwa und Rabbiner in Krakau wurde, wo er 1648 starb. Sein bekanntester Schüler war der wahrscheinlich 1621 in Amstibovo (Mścibów, Мсьцібава Mstibava, heute in Belarus) geborene und 1662 in Holleschau in Mähren verstorbene Sabbatai ben Meir ha-Kohen, Schach genannt, dem wir eine Beschreibung der Leiden der Juden während des Chmielnicki-Aufstands verdanken. Am bekanntesten ist er für seinen Kommentar zum Schulchan Aruch, Joreh De'ah, der in den meisten Ausgaben des Schulchan Aruchs mitabgedruckt ist.

#### Mitnagdim
Im 18. Jahrhundert entwickelte sich eine eigene litauisch-jüdische Gelehrsamkeit. Sie wurde gefördert durch die Mitte des Jahrhunderts entstandene mystische Bewegung des Chassidismus, dessen Frömmigkeitspraktiken zu einer Konfrontation mit der traditionellen rabbinischen Religionsauffassung führten. Wichtigster der Gegner, hebräisch Mitnagdim, des Chassidismus wurde Elijah ben Solomon, genannt der Gaon von Wilna, der als der führende jüdische Gelehrte des aschkenasischen Judentums seiner Zeit galt. Er befürwortete die Beschäftigung mit den Wissenschaften, lehnte jedoch die Philosophie ab. Den Chassidismus erachtete er als mit dem Judentum nicht vereinbar. Auf seine Initiative hin wurden die Anhänger des Chassidismus in den 1770er Jahren aus den jüdischen Gemeinden im historischen Litauen ausgeschlossen und mehrmals mit dem Bann belegt. Seine Art des Studiums der jüdischen Texte, seine asketische Lebensweise und seine Lehren bilden die Grundlage dessen, was sich im 19. Jahrhundert als typisch litwakische Ausprägung der jüdischen Kultur und Gelehrsamkeit entfaltete. Elijah Gaon unterrichtete eine kleine Anzahl Schüler, darunter auch Chajim ben Isaak von Wolozin, der in Wolozin, heute Waloschyn in Belarus, zu Beginn des 19. Jahrhunderts den Prototyp der litauischen Jeschiwah gründete.

## Teilungen Polens

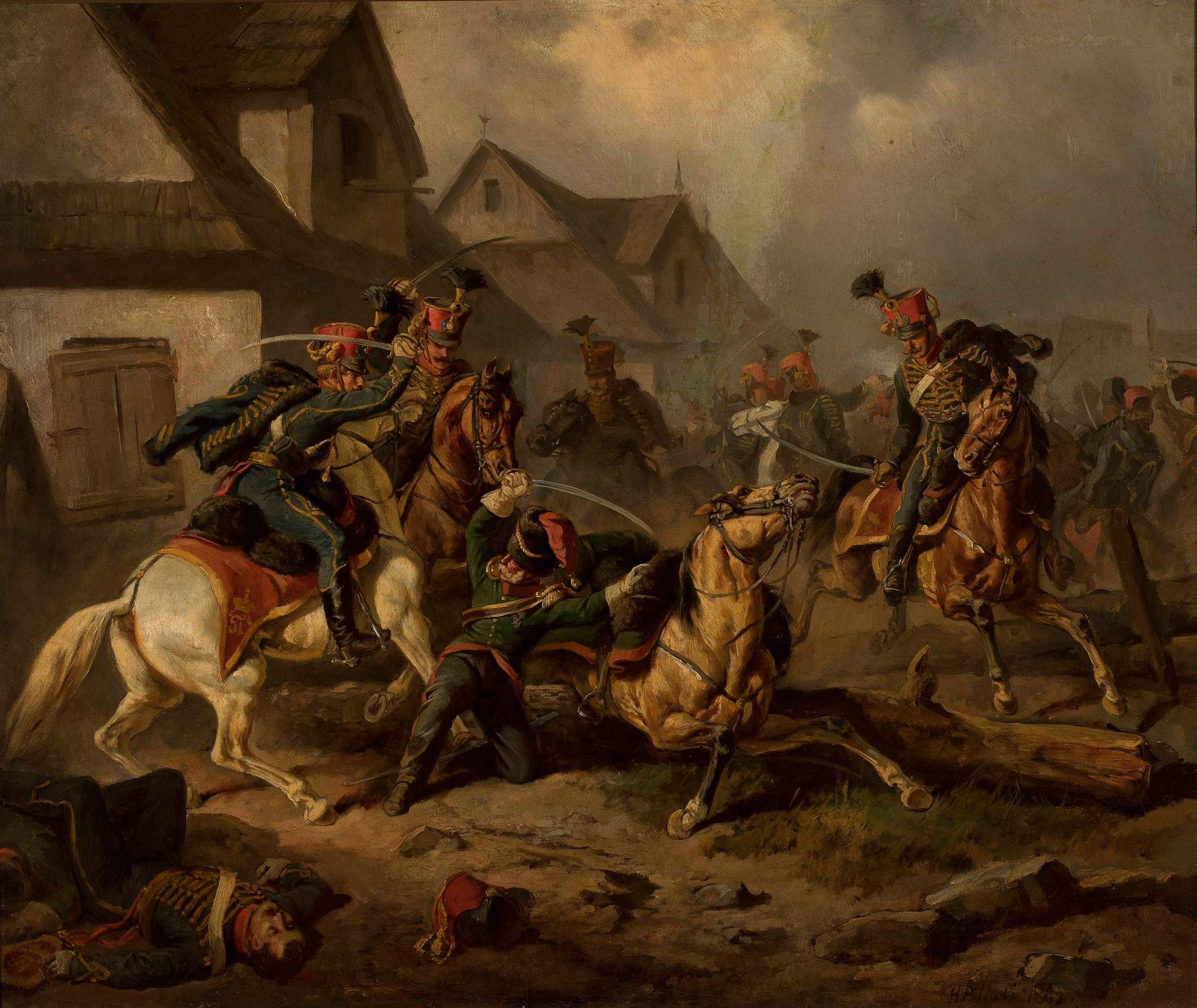
Der Tod Berek Joselewiczs. Gemälde von Henryk Pillati, 1867

Durch die Teilungen Polens in der zweiten Hälfte des 18. Jahrhunderts wurde das Gebiet des ehemaligen Großfürstentums Litauen Teil Russlands. Polnisch-Livland und die belarussischen Gebiete bis zur Düna waren bereits 1772 in der ersten Teilung von Russland annektiert worden, in der zweiten Teilung 1793 gelangten der Rest von Belarus und die östlichen Gebiete Litauens ans Zarenreich und mit der dritten Teilung 1795 hatte sich Russland das ehemalige Großfürstentum Litauen vollständig einverleibt.
Unter den Juden Polen-Litauens gab es eine kleine Zahl, die sich aktiv an den polnischen Reformbestrebungen unter dem letzten polnischen König Stanisław II. August Poniatowski beteiligten, so der frühe jüdische Aufklärer, hebräisch maskil (מַשְׂכִּיל), Menachem Mendel Lefin.
Nach der ersten Teilung rief die jüdische Gemeinde Wilnas die Juden zur Unterstützung der Aufständischen unter Kościuszko auf und sammelte Geld. Ihr Vorsteher belieferte die polnischen Truppen mit Munition, die jüdischen Schneider lieferten gratis Uniformen. Am weitesten ging der 1794 im litauischen Kretinga geborene, als polnischer Patriot verehrte Berek Joselewicz, der ein jüdisches Regiment aufstellte und im Kościuszko-Aufstand gegen die russischen Truppen befehligte und 1809 in der Schlacht bei Kock gegen Österreich fiel.

## Litauen als Teil Russlands
Von Ende des 18. Jahrhunderts bis zum Ersten Weltkrieg blieb das ehemalige Großfürstentum Litauen Teil des zaristischen Russland. Es bestand aus den Gouvernements Grodno, Kowno, Suwalki und Wilna, die oft als polnisch-litauisch betrachtet werden, im Gegensatz zu den belarussisch-litauischen Gouvernements Minsk, Mogilew und Witebsk. Ende des 19. Jahrhunderts lebten etwa 1,5 Millionen Juden, rund ein Achtel der Gesamtbevölkerung, in den Städten und Dörfern dieser Provinzen. In vielen Orten bildeten sie die Bevölkerungsmehrheit; es gab über 300 Orte mit mehr als 1000 Juden, die zwölf größten zählten mehr als 20.000 Juden: Wilna, Minsk, Bialystok, Witebsk, Daugavpils, Brest-Litowsk, Kowno, Grodno, Mogilew, Pinsk, Bobruisk und Gomel.
Die litauischen Juden litten bedeutend weniger unter antijüdischen Ausschreitungen als die Juden in Polen, Bessarabien und in der Ukraine. Selbst Ende des 19. und Anfang des 20. Jahrhunderts, als überall im Zarenreichs Pogrome gegen die jüdische Bevölkerung stattfanden, blieb Litauen von Pogromen weitgehend verschont. Die relative Sicherheit, in der die Juden Litauens lebten, hat ihre Lebensweise und Kultur, die sich von derjenigen der übrigen Juden Osteuropas unterscheidet, mitgeprägt.

## Flucht der Juden aus Polen über Litauen

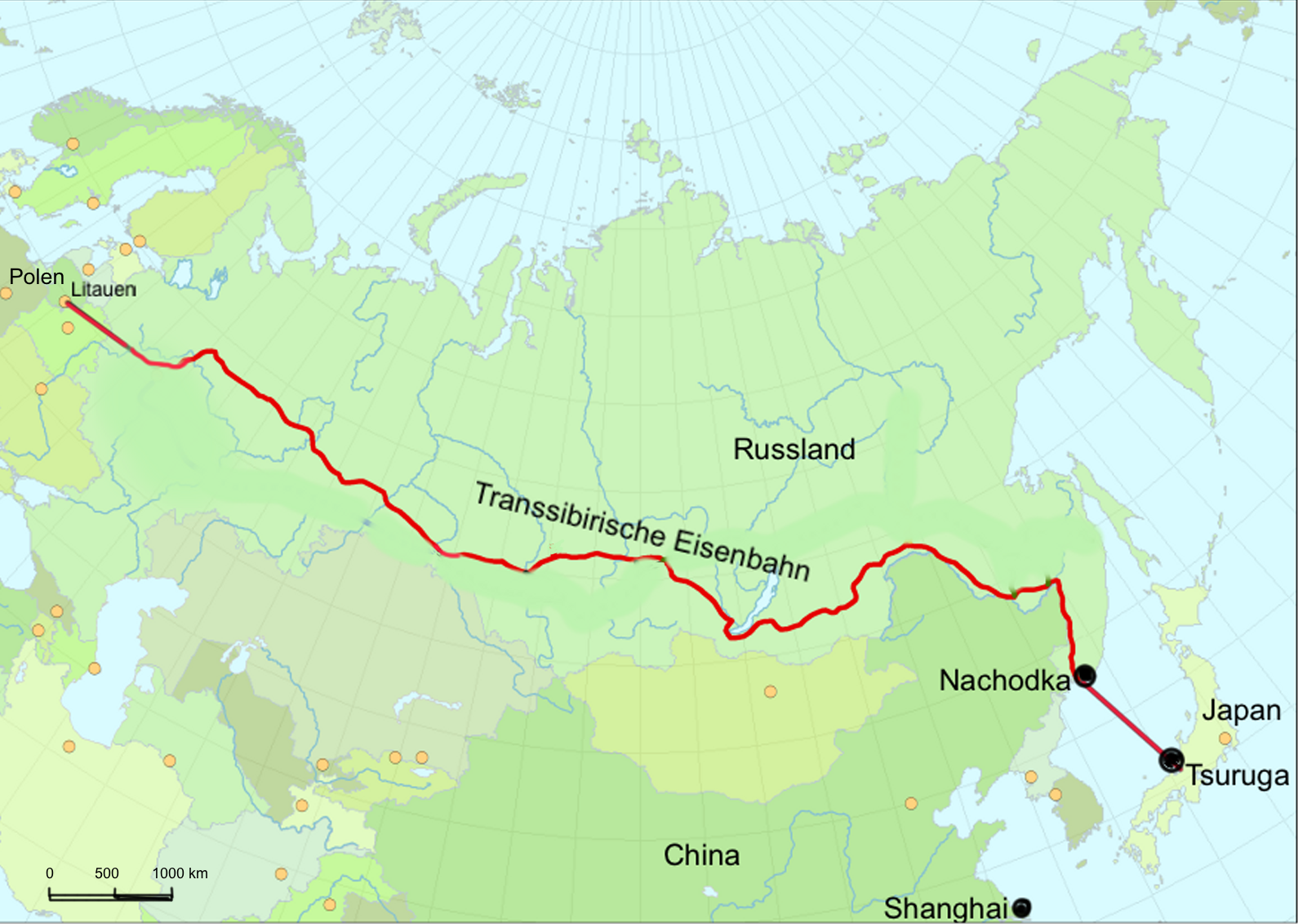
Fluchtroute über 10.000 km aus Litauen mit der transsibirischen Eisenbahn nach Nachodka und per Schiff nach Tsuruga.

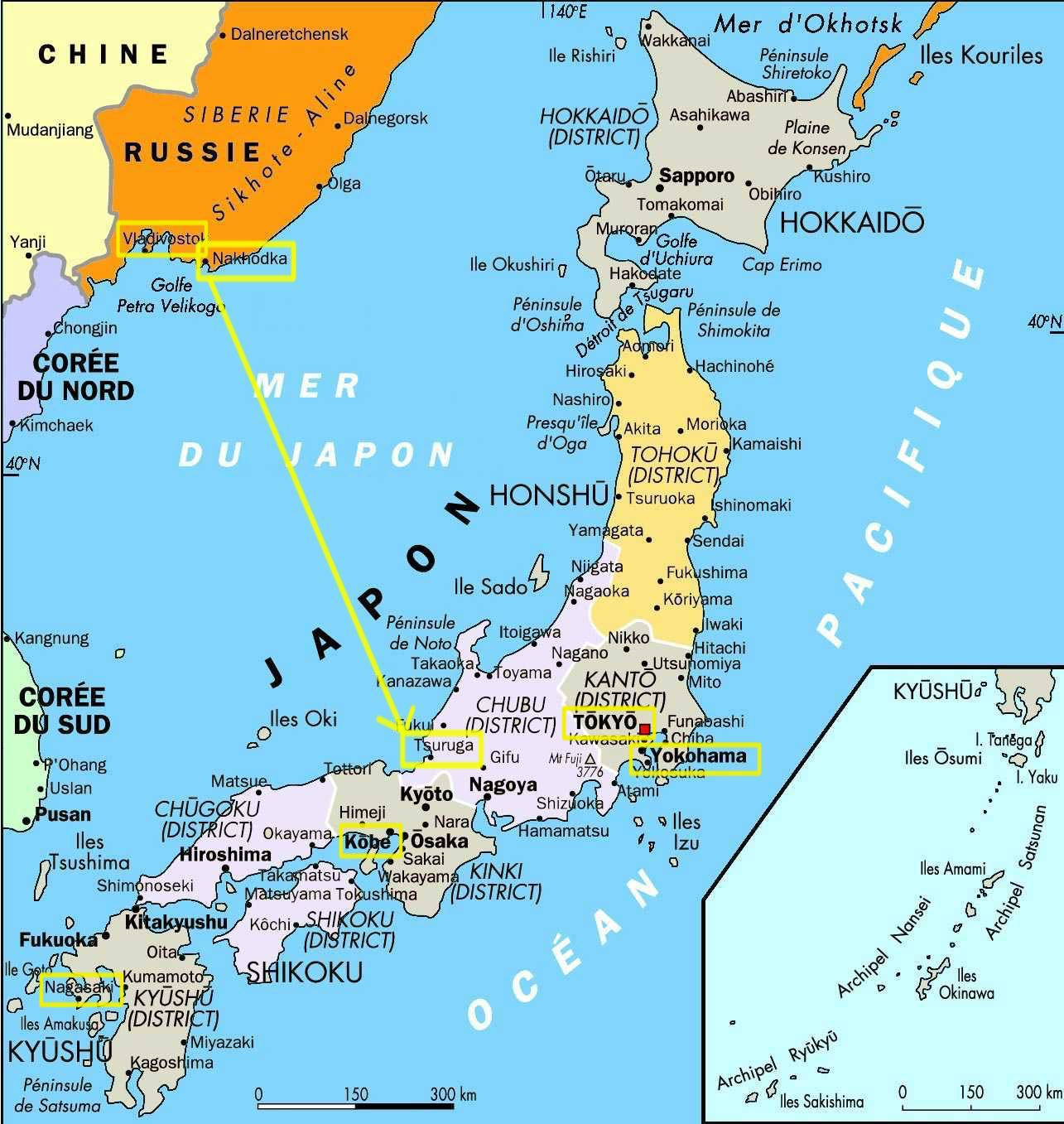
Lagekarte mit Wladiwostok, Nachodka, Tsuruga, Tokio, Nagasaki, Kōbe, Yokohama.

### Die Initiative von Chiune Sugihara
Nach dem deutschen Überfall auf Polen 1939 flohen ungefähr 10.000 polnische Juden in das neutrale Litauen. Chiune Sugihara (1900–1986), der Konsul des japanischen Kaiserreiches in Litauen, trug dem stellvertretenden Volkskommissar für Auswärtige Beziehungen, Wladimir Dekanosow, der als Beauftragter der Moskauer Parteiführung für die Sowjetisierung Litauens zuständig war, den Plan vor, die jüdischen Antragsteller, die nach Japan ausreisen wollten, mit der Transsibirischen Eisenbahn bis an die Pazifikküste nach Nachodka (russisch Нахо́дка) zu schicken und von dort nach Japan ausreisen zu lassen. Nach der Annexion Litauens durch die Sowjetunion im August 1940 genehmigten Stalin und Volkskommissar Molotow den Plan, am 12. Dezember 1940 fasste das Politbüro einen entsprechenden Beschluss, der sich zunächst auf 1991 Personen erstreckte. Nach den sowjetischen Akten reisten letztlich bis August 1941 von Litauen über Sibirien rund 3500 Personen aus, um mit dem Schiff nach Tsuruga in Japan überzusetzen und von dort nach Kōbe oder Yokohama weiterzureisen. Der Hafen von Tsuruga erhielt später den Namen „Port of Humanity“ (engl.: ‚Hafen der Menschlichkeit‘) Ein Museum in Tsuruga erinnert an die Rettung der Juden. Das japanische Außenministerium verfügte, dass ausnahmslos jeder, der ein Visum bekommen sollte, ein Visum eines Drittlandes zur Ausreise aus Japan besitzen müsse. Der niederländische Konsul Jan Zwartendijk (1896–1976) hatte 2400 von ihnen mit dem offiziellen Ziel Curaçao in den Niederländischen Antillen, wofür kein Einreisevisum erforderlich war, oder mit Papieren für Niederländisch-Guayana versehen. Etwa 5000 der Flüchtlinge erhielten ein japanisches Visum von Chiune Sugihara, mit dem sie zu den Niederländischen Antillen reisen sollten. Für die übrigen Juden ignorierte Sugihara jedoch diesen Befehl und erteilte Tausenden von Juden ein Einreisevisum und nicht nur ein Transitvisum nach Japan, womit er zwar seine Karriere aufs Spiel gesetzt, aber dadurch diesen Juden das Leben gerettet hat.

### Rettung der Mir Jeshiva

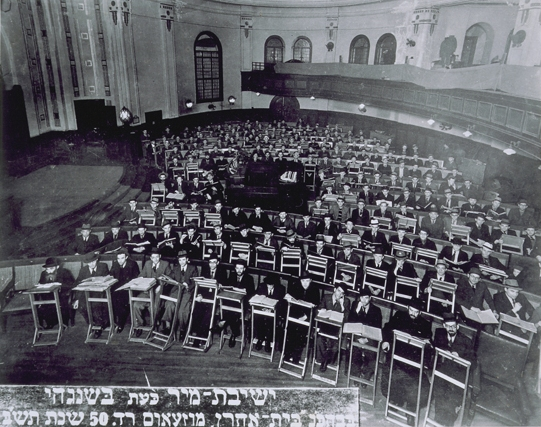
Studenten und Lehrer der Mir Jeschiva in der Synagoge Beth Aharon in Shanghai, 1942, die 1920 in der Museum Road (heute: Huqiulu) von den Baghdadi erbaut und durch Silas Hardoon finanziert wurde.

In Mir lebten zu Beginn des Zweiten Weltkriegs etwa 2400 Juden. Unter jenen, die im Shanghaier Ghetto gerettet wurden, waren 70 Rabbiner und 350 Studenten der Mir Jeschiwa, der einzigen europäischen Jeschiwa (Talmudakademie), die den Holocaust überstand. Bei Ausbruch des Zweiten Weltkriegs 1939 flohen sie von Mir nach Vilnius und später nach Kėdainiai. Nachdem aus Litauen die Litauische Sozialistische Sowjetrepublik geworden war, erhielten sie Ende 1940 Visa von Chiune Sugihara, um von Kėdainiai über Sibirien und Nachodka nach Kōbe zu reisen. Einige Mitglieder kleinerer Jeschiwot schlossen sich ihnen an. Die gesamte restliche jüdische Bevölkerung von Mir wurde am 16. August 1941 von den Nazis ermordet.

## Zweiter Weltkrieg und deutsche Besatzung

### Einwohner vor der deutschen Besatzung
Vor der deutschen Besatzung während des Zweiten Weltkrieges lebten mehr als eine Million Juden auf dem Gebiet des historischen Litauen, verteilt auf sechs Staaten: Lettische SSR: 94.000, Litauische SSR: 147.000, Polen: 505.000, Russische SFSR: 4000, Weißrussische Sozialistische Sowjetrepublik: 375.000, Ukrainische SSR: 32.000. Mehr als 90 % von ihnen wurden während der Zeit der deutschen Besatzung von Deutschen und ihren lokalen Helfern ermordet.

### Litauische SSR
Nach dem Überfall auf die Sowjetunion besetzte die Wehrmacht die Litauische SSR im Juli 1941. Wie in anderen baltischen Staaten solidarisierten sich Litauer mit den neuen Besatzern und töteten in ersten Pogromen zahlreiche Juden. Bis Ende 1941 wurden 173.000 bis 177.000 Juden in Litauen ermordet, mehr als 80 % von ihnen durch Einsatzgruppen. Die übrigen Juden wurden in Ghettos interniert.
Die Wehrmacht errichtete für etwa 45.000 „arbeitsfähige“ jüdische Zwangsarbeiter das KZ Kaunas, das Ghetto Vilnius und Šiauliai sowie einige kleinere Ghettos. Nach den ersten großen Verlusten der Deutschen im Krieg gegen die Rote Armee wurden die Ghettos größtenteils aufgelöst und ihre Insassen in Vernichtungslager abtransportiert, die wenigen verbliebenen Juden wurden von den deutschen Truppen bei ihrem Abzug aus dem Gebiet ermordet.

## Bekannte litauische Juden

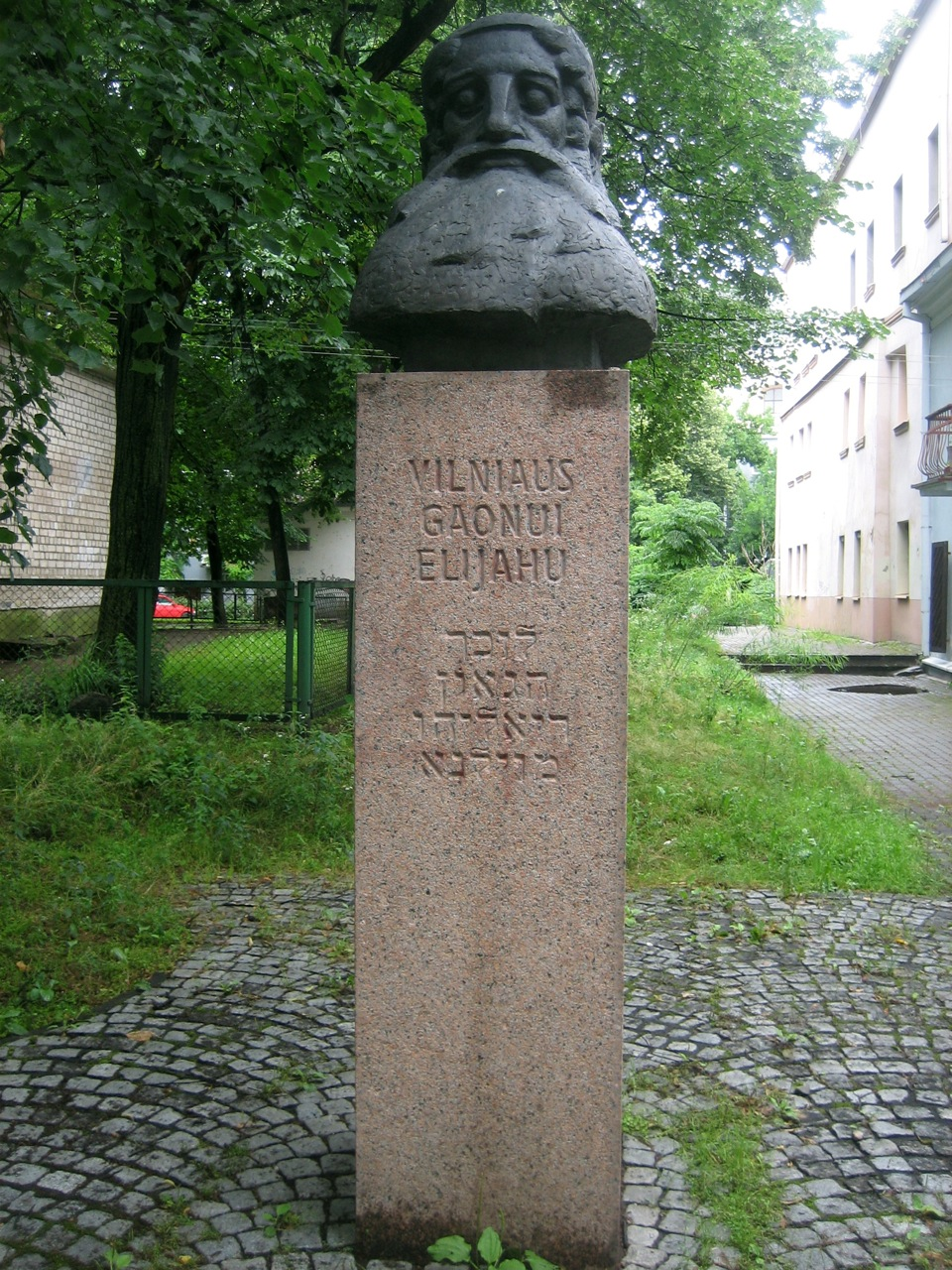
Büste des Gaon von Wilna am Ort der ehemaligen großen Synagoge in Wilna

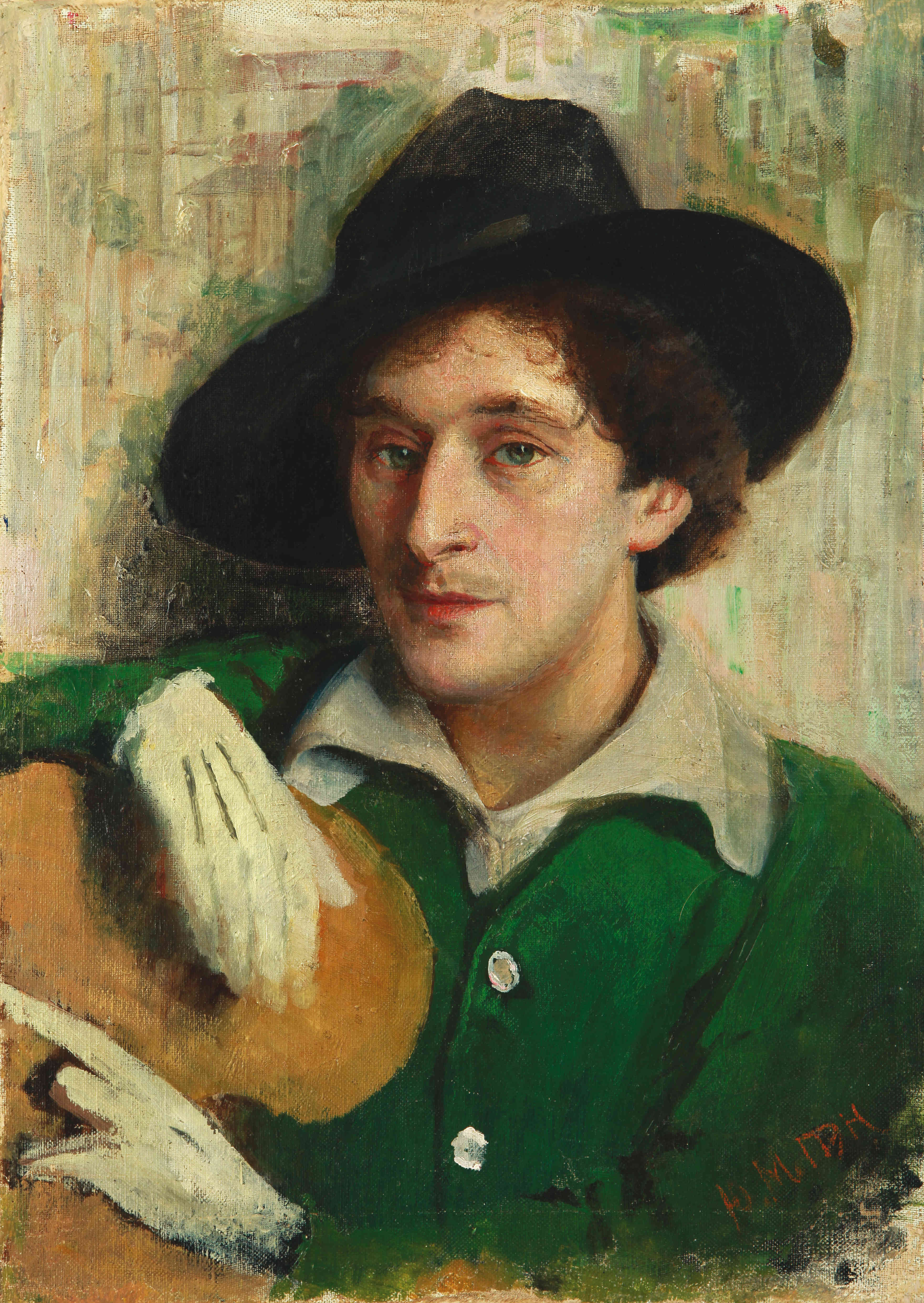
Marc Chagall, Porträt von Jehuda Pen, ca. 1915

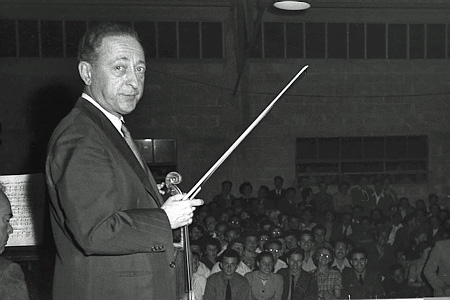
Jascha Heifetz, 1953

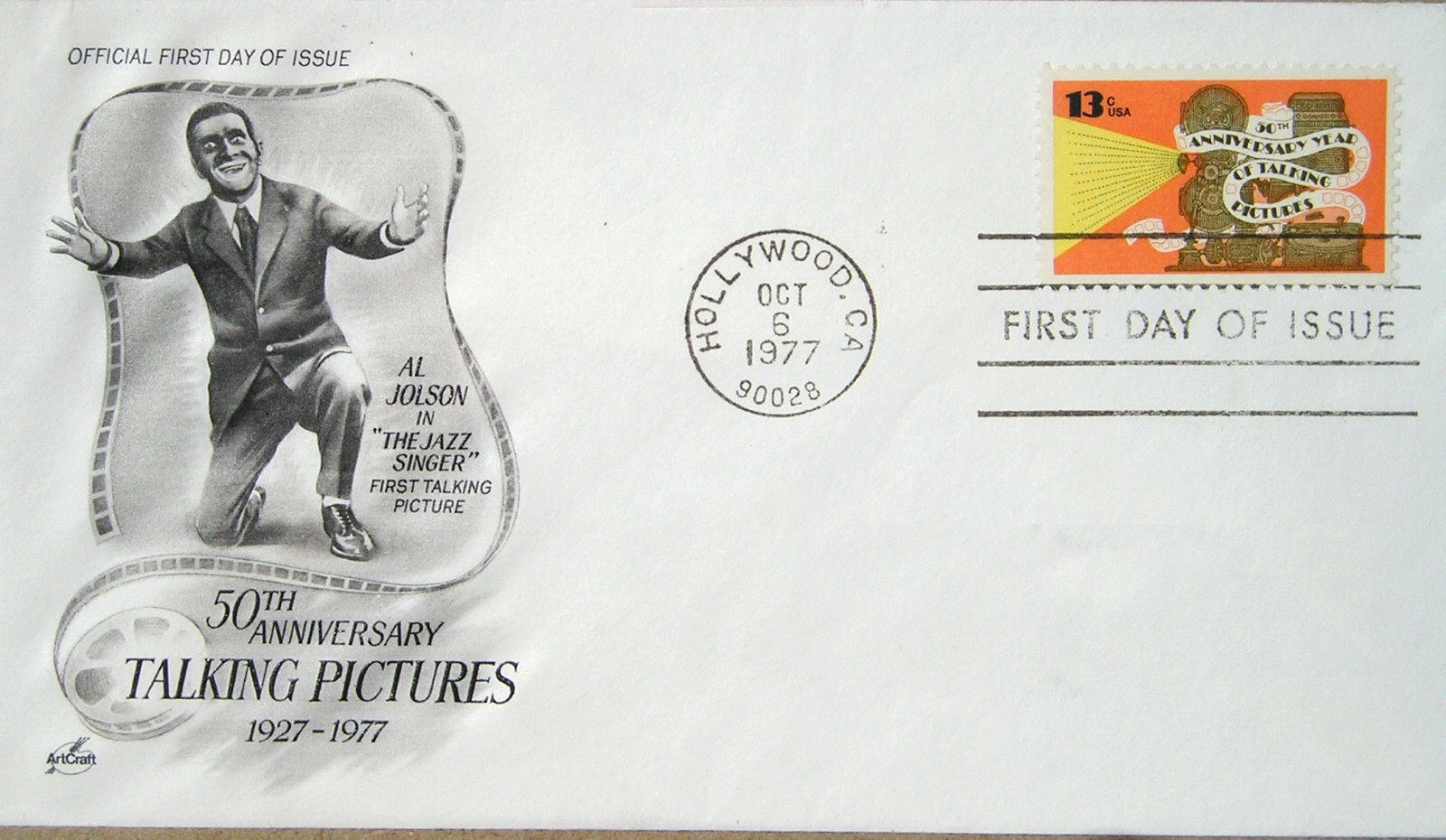
Al Jolson in blackface.
50-Jahr Jubiläum des ersten Tonfilms The Jazz Singer von 1927

- Schalom Jakob Abramowitsch (Mendele Moicher Sforim) (1836 Kopyl bei Minsk – 1917 Odessa), Schriftsteller
- Moshe Arens (1925 in Kowno – 2019 in Savjon), israelischer Politiker
- Yemima Avidar-Tchernovitz (1909 Wilna – 1998 Jerusalem, Israel), Kinderbuchautorin
- Menachem Begin (1913 Brest-Litowsk – 1992 Jerusalem, Israel), israelischer Politiker
- Bernard Berenson (1865 in Butrimonys – 1959 in Florenz), Kunsthistoriker, Kunstsammler und Schriftsteller
- Abraham Cahan (1860 in Podberesy bei Wilna – 1951 New York, USA), Sozialistischer Journalist und Schriftsteller
- Marc Chagall (1887 Peskowatik bei Witebsk – 1985 Saint-Paul-de-Vence, Frankreich), Maler
- Simon Dubnow (1860 Mszislau – 1941 Riga), Historiker
- Romain Gary (1914 Wilna – 1980 Paris, Frankreich), Schriftsteller, Goncourt-Preisträger und Diplomat
- Leopold Godowsky (1870 Žasliai bei Wilna – 1938 New York, USA), Pianist und Komponist
- Emma Goldman (1869 Kowno – 1940 Toronto, Kanada), amerikanische Anarchistin und Friedensaktivistin
- Nahum Goldmann (1895 in Wischnewa bei Valózhin – 1982 Bad Reichenhall, BRD), Gründer des Jüdischen Weltkongresses (WJC)
- Aron Gurwitsch (1901 Wilna – 1973 Zürich, Schweiz), Philosoph
- Laurence Harvey (1928 Joniškis – 1973 London, UK), (Film)schauspieler
- Jascha Heifetz (1901 Wilna – 1987 Los Angeles, USA), Violinist
- Jay M. Ipson (* 1935 Kaunas), Gründer und Direktor des Virginia Holocaust Museum in Richmond
- Al Jolson (~1886 Seredžius, Distrikt Jurburg – 1950 San Francisco, USA), amerikanischer Sänger und Entertainer
- Berek Joselewicz (1764 Kretinga – 1809 Kock) – jüdischer Oberst in der polnischen Armee
- Alter Kacyzne (1885 Wilna – 1941 Ternopil, Ukraine), Fotograf und Schriftsteller
- Grigori Kanowitsch (1929 Jonava oder Kowno – 2023 Tel Aviv), Schriftsteller
- Joseph Gedalja Klausner (1874 Olkeniki, Distrikt Trakai – 1958 Jerusalem, Israel), Historiker, Literatur- und Religionswissenschaftler
- Sir Aaron Klug (1926 Želva, Distrikt Wilna – 2018 Cambridge), Biochemiker, 1982 Nobelpreis für Chemie
- Emmanuel Levinas (1906 Kowno – 1995 Paris, Frankreich), Philosoph
- Isaak Iljitsch Lewitan (1860 Kybartai – 1900 Moskau) Maler
- Jacques Lipchitz (1891 Druskininkai – 1973 Capri, Italien), Bildhauer
- Salomon Maimon (1753 Sukowiborg bei Mir – 1800 Nieder-Siegersdorf bei Freystadt, Schlesien), Philosoph der Aufklärung
- Louis B. Mayer (1884 Minsk – 1957 Los Angeles, USA), amerikanischer Filmproduzent
- Icchokas Meras (1934 Kelmė – 2014 Tel Aviv, Israel), Schriftsteller
- Hermann Minkowski (1864 Kowno – 1909 in Göttingen), Mathematiker und Physiker.
- Jehuda Pen (1854 Zarasai – 1937 Witebsk), Maler
- Schimon Peres (1923 Wischnewa bei Valózhin – 2016 Tel Aviv), israelischer Politiker, Friedensnobelpreisträger, Staatspräsident Israels
- Shlomo Sanwel Rappoport (An-ski) (1863 Witebsk – 1920 Warschau), Schriftsteller und Journalist, Verfasser des Stückes der Dibbuk
- Salman Schasar (1889 Mir – 1974 Jerusalem, Israel), israelischer Politiker, dritter Staatspräsident Israels
- Elijah Ben Salomon Salman, Gaon von Wilna (1720 in Selez bei Grodno – 1797 Wilna), Rabbiner und Gelehrter
- Schneur Salman von Liadi (1745 Ljosna – 1812 Hadicz, Bezirk Poltawa), Begründer der chassidischen Chabad-Lubawitsch-Bewegung
- Ben Shahn (1898 Kowno – 1969 New York, USA), Maler und Graphiker
- Joe Slovo (1926 Obeliai, Distrikt Rokiškis – 1995 Johannesburg, Südafrika), südafrikanischer kommunistischer Politiker, Mitglied des ANC
- Chaim Soutine (1893 Smilowitchi bei Minsk – 1943 Paris, Frankreich), Maler
- Maier Suchowljansky (Meyer Lansky) (1902 Grodno – 1983 Miami, USA), amerikanischer Gangster
- Abraham Sutzkever (1913 Smorgon bei Wilna – 2010 Tel Aviv, Israel), Schriftsteller
- Meir Vilner (1918 Wilna – 2003 Israel), israelischer kommunistischer Politiker, Mitunterzeichner der Unabhängigkeitserklärung des Staates Israel
- Max Weinreich (1894 Kuldīga – 1969 New York, USA), Sprachwissenschaftler, Mitbegründer des YIVO in Wilna
- Uriel Weinreich (1926 Wilna – 1967 New York, USA), Sprachwissenschaftler
- Chaim Weizmann (1874 Mótele – 1952 Jerusalem, Israel), Chemiker, zionistischer Politiker, erster Staatspräsident Israels
- Morris Wintschewski (1856 Jonava – 1932 New York, USA), sozialistischer Schriftsteller
- Ossip Zadkine (1890 Witebsk – 1967 Paris, Frankreich), Maler und Bildhauer
- Ludwik Lejzer Zamenhof (1859 Białystok – 1917 Warschau), Augenarzt und Philologe, Begründer (Initiator) der internationalen Plansprache Esperanto.

## Film
- Herdolor Lorenz, Leslie Franke: Das Tabu der Freiheit. Juden in Litauen. Eine Koproduktion der Kern TV mit SWR und ARTE